# Szind község
Szind község (románul: Comuna Săndulești) község Kolozs megyében, Romániában. Központja Szind, beosztott falva  Koppánd.

## Fekvése
Kolozs megye déli részén helyezkedik el. Szomszédai: keleten Torda, délen Szentmihály, nyugaton Magyarpeterd, északon Tordatúr. Áthalad rajta a DJ 107L megyei út.

## Népessége
1850-től a népesség alábbiak szerint alakult:
| Lakosok száma | 1002 | 1154 | 1275 | 1576 | 1887 | 2270 | 1751 | 1892 | 1798 | 1944 |
|               | 1850 | 1880 | 1900 | 1930 | 1941 | 1977 | 1992 | 2002 | 2011 | 2021 |

A 2011-es népszámlálás adatai alapján a község népessége 1798 fő volt, melynek 91,6%-a román és 3,73%-a magyar. Vallási hovatartozás szempontjából a lakosság 81,37%-a ortodox, 4,51%-a görög rítusú római katolikus, 4,45%-a pünkösdista, 1,72%-a református és 1%-a unitárius.

## Nevezetességei
A község területéről az alábbi épületek szerepelnek a romániai műemlékek jegyzékében:
- a koppándi Vitéz-kúria(wd) (LMI-kódja CJ-II-m-B-07575)
- a szindi kőfejtő(wd) (régészeti lelőhely, CJ-I-s-A-07164)
- a szindi Szent Mihály és Gábriel arkangyalok templom(wd) (CJ-II-m-B-07751)
- a szindi unitárius templom(wd) (CJ-II-m-B-07752)

## Híres emberek
- Szinden született Bors Mihály (1886–1937) földbirtokos, az Erdélyi Kárpát-egyesület elnöke.[7][8]